# 싱가포르 빅토리아 스쿨
빅토리아 스쿨(Victoria School)은 싱가포르에 있는 국립 초중고등학교이다.

## 개교
이 학교는 1876년에 첫 개교되었다.

## 트리비아
대한민국 가수 겸 뮤지컬배우 故 장현(헨드리크 챙)이 1963년 2월, 이 학교 초등부를 수료한 바 있고 대한민국 가수 겸 뮤지컬배우 강지훈이 1983년 2월, 이 학교 초등부를 졸업한 바 있다.